# Campana (Uruguay)
Campana ist eine Ortschaft in Uruguay.

## Geographie
Sie befindet sich in der Cuchilla San Juan auf dem Gebiet des Departamento Colonia in dessen Sektor 7. Die nächste größere Siedlung in der Umgebung ist Ombúes de Lavalle im Nordosten. Südwestlich von Campana entspringen mehrere Bäche und Flüsse. Dies sind der Piedras Blancas, der Totora, der Arroyo Juan González Chico und der Arroyo Juan González Grande.

## Infrastruktur
An das Verkehrswegenetz ist Campana über die am Ostrand des Ortes verlaufende Ruta 55 angeschlossen.

## Einwohner
Der Ort hatte bei der Volkszählung im Jahr 2011 298 Einwohner, davon 140 männliche und 158 weibliche.
| Jahr | Einwohner |
| ---- | --------- |
| 1975 | 70        |
| 1985 | 105       |
| 1996 | 181       |
| 2004 | 307       |
| 2011 | 298       |

Quelle: Instituto Nacional de Estadística de Uruguay